# تمایلات جنسی زنانه
تمایلات جنسی زنان، طیف گسترده‌ای از رفتارها و فرایندها، از جمله هویت جنسی زن و رفتارهای جنسی، جنبه‌های فیزیولوژیکی، روانشناختی، اجتماعی، فرهنگی، سیاسی، و معنوی یا مذهبی فعالیت جنسی را در بر می‌گیرد. جنبه‌ها و ابعاد مختلف جنسیت زنانه، به عنوان بخشی از تمایلات جنسی انسان، به فلسفه اخلاق، اخلاق و کلام نیز پرداخته شده‌است. تقریباً در هر دوره و فرهنگ تاریخی، هنرها، اعم از هنرهای ادبی و تجسمی و همچنین فرهنگ عامه، بخش قابل توجهی از دیدگاه‌های جامعه مشخصی راجع به تمایلات جنسی انسان ارائه می‌دهند که هم جنبه‌های ضمنی (پنهانی) و هم صریح (آشکار) جلوه‌های جنسی و رفتار زنانه را شامل می‌شود.
در بیشتر جوامع و حوزه‌های قضایی حقوقی محدودیت‌های قانونی در مورد مجاز بودن رفتارهای جنسی وجود دارد. تمایلات جنسی در فرهنگ‌ها و مناطق مختلف جهان متفاوت است و به‌طور مداوم در طول تاریخ تغییر کرده و این موضوع در مورد جنسیت زن نیز صدق می‌کند. جنبه‌های تمایلات جنسی زنان شامل مواردی است که مربوط به جنسیت بیولوژیکی، تصویر بدنی، عزت نفس، شخصیت، گرایش جنسی، ارزش‌ها و نگرش‌ها، نقش‌های جنسیتی، رابطه میان‌فردی، گزینه‌های فعالیت و ارتباطات است.
در حالی که بیشتر زنان خود را دگرجنسگرا میدانند، اقلیتهای قابل توجه همجنسگرا یا درجات مختلفی از دوجنس‌گراهستند.

## فیزیولوژیکی

### عمومی
فعالیت جنسی می‌تواند شامل عوامل مختلف تحریک کننده جنسی (تحریک فیزیولوژیکی یا تحریک روانی) از جمله خیال‌پردازی شهوانی و روش‌های آمیزش جنسی مختلف یا استفاده از اسباب بازی‌های جنسی باشد. عشق‌بازی ممکن است مقدم بر فعالیتهای جنسی باشد، که اغلب منجر به برانگیختگی جنسی شرکا می‌شود. همچنین معمول است که افراد بواسطه بوسیدن، لمس شهوانی یا نگه داشتن احساس رضایت جنسی داشته باشند.

### ارگاسم
ارگاسم در زنان به‌طور معمول به دو دسته ارگاسم کلیتوریال و واژن (یا موضع جی) تقسیم می‌شود. ۷۰ تا ۸۰٪ از زنان برای رسیدن به ارگاسم به تحریک مستقیم کلیتوریس نیاز دارند، گرچه تحریک غیرمستقیم کلیتوریس نیز ممکن است کافی باشد. رسیدن به ارگاسم کلیتوریس آسان‌تر است زیرا غده‌های کلیتوریس به‌طور کلی بیش از ۸۰۰۰ انتهای عصب حسی دارند که به اندازه بسیاری (یا در بعضی موارد) انتهای عصبی به همان اندازه که در آلت تناسلی مرد یا سرنره وجود دارد. .
زنان به دلیل این واقعیت که به‌طور کلی نیازی به دوره ریکاوری ندارند، مانند مردان بعد از اولین ارگاسم، قادر به رسیدن به ارگاسم‌های متعدد هستند. اگرچه گزارش شده‌است که زنان دوره ریکاوری را تجربه نمی‌کنند بنابراین می‌توانند خیلی زود پس از ارگاسم اول ارگاسم اضافی یا ارگاسم چندگانه را تجربه کنند.

## جذابیت جنسی
زنان به‌طور متوسط تمایل بیشتری به جذب مردانی دارند که کمر نسبتاً باریکی دارند، و بدنی V شکل و شانه‌های پهن دارند. همچنین آنان تمایل بیشتری به مردانی که قد بلندتر از خودشان هستند دارند.

## کنترل جنسیت زنانه
از نظر تاریخی، بسیاری از فرهنگها، تمایلات جنسی زنان را تابع جنسیت مردان می‌دانند، و چیزی را که باید از طریق محدودیت در رفتار زنان کنترل شود، مشاهده می‌کنند. شیوه‌های فرهنگی سنتی، مانند تواضع اجباری و عفاف، تمایل دارند محدودیت‌ها را عمدتاً بر زنان تحمیل کنند، بدون آنکه محدودیت‌های مشابهی را برای مردان اعمال کنند.

## مطالعات مدرن
- در عصر مدرن، روانشناسان و فیزیولوژیست‌ها به بررسی جنسیت زنانه پرداختند. زیگموند فروید نظریه دو نوع ارگاسم در زنان، «نوع واژن و ارگاسم کلیتوریال» را مطرح کرد. با این حال، مسترز و جانسون (۱۹۶۶) و هلن اوکانل (۲۰۰۵) این تمایز را رد می‌کنند.[۸][۲۲][۲۳][۲۴]

- ارنست گروفنبرگ به دلیل تحصیل در مورد دستگاه تناسلی زنان و فیزیولوژی جنسی زنانه مشهور بود. وی، در میان مطالعات دیگر، نقش پیشگام نقش ادرار در ارگاسم زنان (۱۹۵۰) را منتشر کرد که توصیف کننده انزال زنان و همچنین منطقه ای اروژن است که پیشاب‌راه نزدیک به دیواره واژن است. در سال ۱۹۸۱، سکسولوژیست‌ها جان دی پری و بورلی ویپل به افتخار او آن منطقه را به عنوان گرففنبرگ یا G-spot معرفی کردند. در حالی که جامعه پزشکی به‌طور کلی مفهوم کاملی از G-spot را نپذیرفته‌است.[۲۵][۲۶][۲۷]

- نتایج پژوهشی تازه که در سال 2016 به سرپرستی دکتر جیرولف ریگر، از دانشگاه اسکس در بریتانیا انجام شد، میگوید اکثریت زنان علیرقم اینکه دگرجنسگرا پنداشته میشوند تمایلات دوجنس‌گرایی دارند. دکتر ریگر که هدایت این تحقیق را به عهده داشته است می‌گوید: "اگرچه اکثر زنان خود را دگرجنسگرا می‌دانند، تحقیق ما نشان می‌دهد که از حیث اینکه چه چیزی برایشان تحریک‌کننده است، آنها یا به همجنس گرایش دارند یا هر دو جنس، و هیچ وقت کاملا دگرجنسگرا نیستند. در دهه‌های اخیر مطالعات بسیاری در این زمینه انجام شده که نشان میدهد رفتار جنسی زنان از یک الگوی ساده "مردانه - زنانه" پیروی نمی‌کند." پژوهش تازه، که یافته‌هایش در ژورنال علمی روان‌شناسی اجتماعی منتشر شده، با پرسیدن سوال‌هایی از داوطلبان و همچنین سنجش سطح برانگیختگی جنسی آنها، الگوی رابطه میان هویت جنسی و تحریک جنسی را بررسی کرده است. دکتر ریگر گفت اینکه زنانی که خود را کاملا دگرجنسگرا می‌دانند به طور چشمگیری بیشتر با دیدن تصاویر زنان برهنه دیگر تحریک می‌شوند، و این رفتار مشابه الگوی رفتاری مردان دگرجنسگرا است، چرا که برای مردان عموما همان جنسی تحریک کننده است که می‌گویند به آن گرایش دارند. در این رفتار آزمایی به زنانی که خود را کاملا دگرجنسگرا یا کاملا همجنسگرا می‌دانستند و همچنین زنانی که اعلام کردند به هر دو جنس گرایش دارند، تصاویری جنسی نشان داده شد و سطح برانگیختگی آنان، از طریق اندازه‌گیری شدت گرفتن جریان خون در اندام جنسی، در حین تماشای تصاویر جنسی از زنان یا مردان، اندازه‌گیری شد و سطح برانگیختگی گروه دیگری از داوطلبانی که در این تحقیق مورد مطالعه قرار گرفتند با اندازه گیری گشاد شدن مردمک چشم به هنگام دیدن تصاویر جنسی از زنان و مردان بررسی شد. دکتر ریگر می‌گوید اینک زنانی که خود را دگرجنسگرا می‌دانند با دیدن تصاویر زنان برهنه هم تحریک می‌شوند به همان اندازه که با دیدن تصاویر مردان برهنه تحریک شده بودند و این لزوما به این معنی نیست که آنان تمایلات خود را سرکوب می‌کنند بلکه ممکن است نشان دهنده این باشد که هویت و رفتار جنسی زنان پیچیده‌تر از مردان است و زنان در مقایسه با مردان رفتار دوجنسگرایی بیشتری دارند.[۲۸][۲۹][۳۰]